# 浦源镇
浦源镇（闽东语周寧話：p'u44 ŋun44 ten24:616-645），是中国福建省宁德市周宁县下辖的一个行政建制镇，旧称麻岭，中华人民共和国成立之初因行政中心在端源村而又旧称端源区、端源公社。浦源镇位于周宁县中部，距周宁县城狮城镇5公里，平均海拔1030米；总面积105平方公里，居全县第五；2023年全镇人口近27,000人，约占全县总人口的12.8%。浦源镇拥有独特的人文历史，境内浦源村拥有国家4A级旅游景区——鲤鱼溪景区，该村村民与鲤鱼的共存文化因在世界范围内的独特性而入选吉尼斯世界纪录。浦源镇人民政府驻浦源村新街76号。

## 历史沿革

### 古代
浦源镇及从属的周宁县在1935年以前一直是宁德县的一部分。宋元时期，浦源地区隶属于宁德县青田乡东洋里。元朝时期沿袭了南宋的行政区划，并在境内设置了麻岭巡檢司。明朝年间，宁德县设立都级行政区划，浦源镇各地分属于宁德县十五都、十六都和十七都，宣德年间，麻岭巡检司迁往宁德十四都（今周宁杉洋一带）。清朝时期以及中华民国初年，浦源镇内各地从属不变。:17,42
南宋嘉定二年（1209年），浦源郑氏始祖郑尚自宁德谷口（今蕉城区八都镇福口村）迁入现今的浦源村，是浦源镇人文历史之始。自南宋年间郑氏始祖来到此地，便开始在村内的小溪中放养鲤鱼，既是为了去污澄清、供人观赏，又是为了防止外人投毒。明朝洪武初年，浦源郑氏立下族规，要求世代护鱼、不捕不食，若有鲤鱼死亡，则要安葬在鱼冢之中，浦源村内的许多男性都学会了护鱼武术。历史上，亦有村民为死去的鲤鱼撰写鱼祭文。在800多年间，浦源形成了“鱼冢”“鱼祭文”“鱼葬”等独特文化。:17,47

### 近代
民国22年（1933年），宁德县调整县辖区，今周宁县一带地区被划为宁德县第五区，浦源镇辖境属之。民国23年（1934年），中共闽东特委率闽东独立师发动周墩暴动并占领周墩地区建立周墩县，浦源境内大部分的村庄都参与了暴动，并在中华人民共和国时期被评为“革命老区村”，其中紫云村成为“革命老区基点村”:17。民国24年（1935年），周墩被国民政府收复，同年6月，福建省设置特种区，划宁德县第五区为周墩特種區，浦源镇辖境分属周墩联保和龙亭联保，民国29年（1940年）1月改为周墩镇和龙亭乡，2年后周墩镇、龙亭乡合并为狮城镇，浦源地区内有10个保。民国34年（1945年）8月，周墩特种区升格为周宁县，民国37年（1948年）9月，境内设9个保，并沿用至中国人民解放军和平接管周宁县城。:42
1950年4月，废除保甲制度并改设县辖区，浦源地区设周宁县第一区，区公所原驻瑞龙观，同月迁往端源，1955年9月改称端源区。1958年8月撤区并乡，境内分设端源、龙亭、紫云三乡，9月改称公社，翌年1月又合并为端源公社，行政中心驻端源村。1963年，端源、泗桥公社合并，行政中心迁往浦源村，改称浦源区，1966年8月又分设浦源公社和泗桥公社。1984年撤社建乡，浦源公社改称浦源乡，1993年6月撤乡设镇，改称浦源镇。:42-43

### 现代

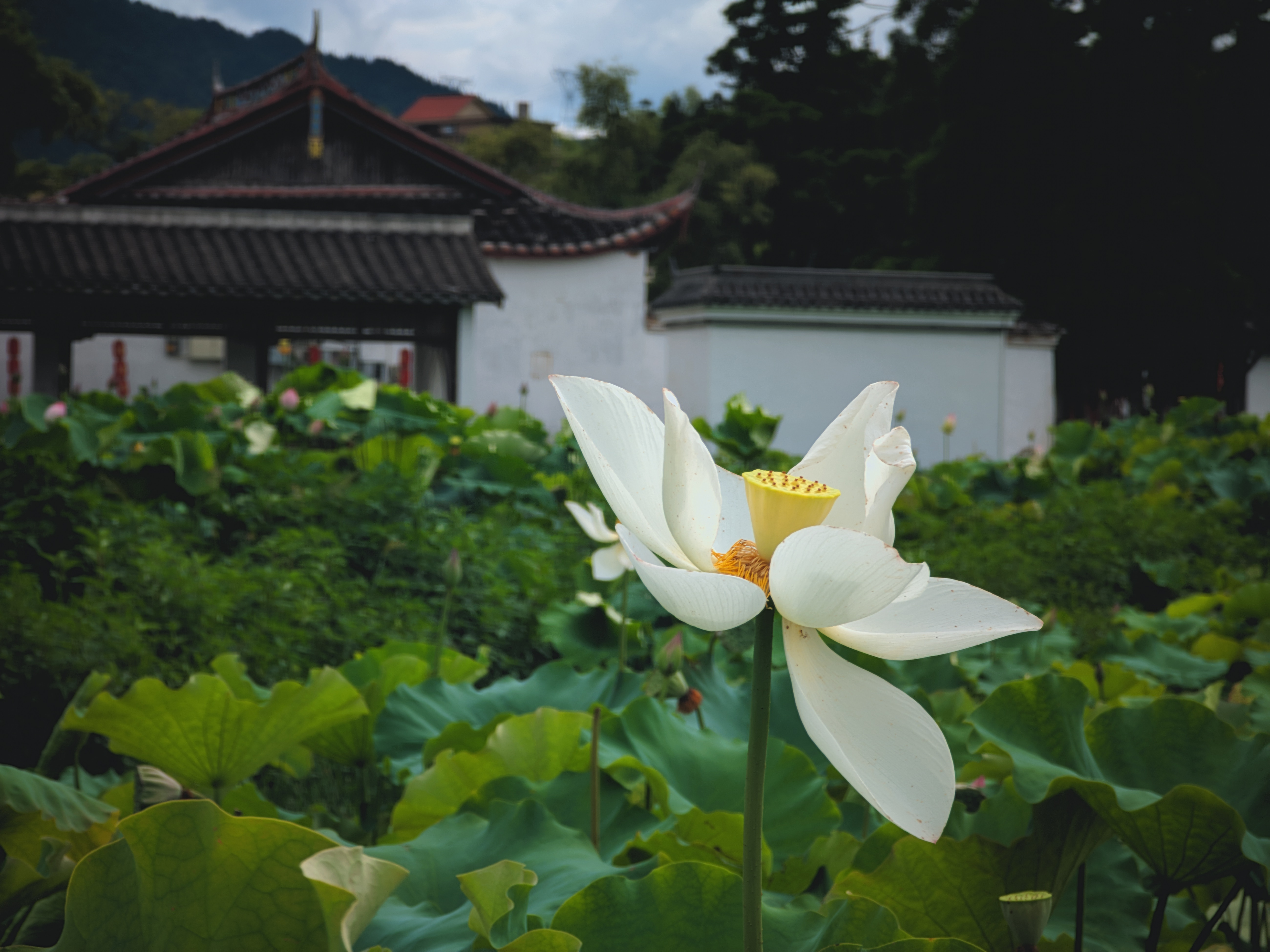
鲤鱼溪景区内的荷花池

1993年设置浦源镇后，境域及区划未有变动。1980年代，浦源镇境内的鲤鱼溪旅游业开始兴起，周宁的新闻工作者将鲤鱼溪的独特文化向外推广，周宁县政府与浦源村民开始筹资建设鲤鱼溪旅游景区。1990年代，村民集资重建了中华人民共和国成立之初被拆毁的部分古建筑，如陈圣母庙、文昌阁、万福寺等，但由于浦源人外出经商，镇内常住人口大幅度下降，旅游业一度陷入停滞。1999年，在外经商的浦源村民投资570万元人民币开辟了鲤鱼溪景点与仿古村景区，此后亦多有建设。21世纪初，鲤鱼溪景区正式挂牌成立，中国中央电视台到鲤鱼溪拍摄了专题片。2008年，浦源鲤鱼溪入选吉尼斯世界纪录“中国之最”中的“三个世界唯一”和“世界年代最久远的鲤鱼溪”称号，同年，浦源村成为福建省第三批历史文化名村。2009年，浦源村的鲤鱼溪护鱼习俗入选福建省非物质文化遗产名录。2011年，鲤鱼溪景区随九龙漈景区入选国家AAAA级景区。2013年，浦源村入选第二批中国传统村落名单，2014年入选“福建十大醉美乡村”。:46-48

## 气候与地理

### 气候
浦源镇由于地处海拔较高的周宁县境内，全境属中亚热带季风山地气候，全年平均降雨量为1997.3毫米，无霜期约205天，由于相对湿度较大而时常有大雾天气。全年平均气温约为13.8—16℃，相对冬季较短的夏季平均气温为24℃，适合避暑。此外，位于镇东部的龙亭溪流域由于地势较低，气候相对温和一些。:17

### 地质地貌
浦源镇地处鹫峰山东麓，南北窄东西长，地势东南低西北高，全境海拔自565米—1506米不等，800米以上的中山地带面积占总面积的67.8%，其余为低山和丘陵，境内海拔千米以上的山峰有16座，最高峰龙冈头海拔1506米。浦源镇境内的地层主要是南园组火山碎屑岩和统洪沖積層，为中国东南沿海火山地带的一部分。主要矿产有铁砂矿、花崗岩、钨钼矿、泥煤、稀土等，此外，入选全国重点文物保护单位的宝丰银矿遗址有部分位于浦源镇境内。:91-92

### 水文
周宁境内有两条溪流过境浦源村，七步溪支流东洋溪发源于浦源镇境内的东升村，在浦源镇境内长10公里；全县最大的干流龙亭溪在浦源镇境内长13公里，2005年，穆阳溪梯级水电站二级周宁水电站在浦源境内的钟山桥竣工投产，利用龙亭溪的水力资源发电。浦源境内年平均径流量达1.55亿立方米，平均径流深1458.3毫米，由于上游河床的坡降较大，若有暴雨天气，水域内水流容易暴涨，但雨后也容易消退。东洋溪流过浦源村的支流即是鲤鱼溪，是国家4A级旅游景区。:98

## 行政区划
目前，浦源镇共辖17个行政村，分别是：浦源村、端源村、萌源村、上洋村、溪坪村、西坑村、东升村、官司村、紫云村、吴山底村、萌底村、进登村、半岭村、龙亭村、龙住院村、五源村和江源村。
2013年8月，浦源村被评为第二批中国传统村落。

## 文物保护单位
浦源镇境内拥有1处全国重点文物保护单位和3处福建省文物保护单位，包括宋明两朝的官办矿业遗址、浦源村最大姓氏的宗祠建筑、朝廷在周宁境内的首个官方机构和奉祀林公忠平王的宫庙建筑等。此外，周宁县历年公布的四批文物保护单位中，浦源镇境内有6处文物保护单位。

### 宝丰银矿遗址
宝丰银矿遗址是一座北宋至明朝时期的官办矿业遗址，分布于周宁县圣银楼山四周，横跨李墩镇芹溪村和浦源镇围城底村、官司村、里源村和上洋村两个镇、五个行政村，分布范围达40多平方公里。银场遗存的矿硐多达220多口，主要分布于浦源最高峰龙岗头山涧两侧，有全长20公里、联通芹溪与里源（李园）的古道。已发现冶炼遗址及矿工的生活区遗迹40多处，围城底村发现了2处摩崖石刻。原于芹溪村路口立有一通隆庆五年的“奉抚案两院禁示”碑，文革时期被村民拆成四块用作井沿。银矿遗址有祭祀台遗址、宝丰公馆遗址和矿主张彭八故居。另外有大量用于碎石的石制磨盘和冶炼废渣。2018年入选第九批福建省文物保护单位，2019年入选第八批全国重点文物保护单位。

### 浦源郑氏宗祠
浦源郑氏宗祠是华东地区少见的保存较为完好的宗祠建筑，始建于南宋嘉定二年，现存建筑始建于明朝洪武十八年（1385年），历代历经重修。宗祠随郑氏祖先迁入浦源村之时而建立，后在朝代更替中毁损。明朝洪武十八年，当地郑氏在原址重建宗祠。清朝道光年间及光绪二年（1876年）数次重修。中华人民共和国时期，宗祠于1996年进行了大规模整修。2009年入选第七批福建省文物保护单位。

### 麻岭巡检司遗址
麻岭巡检司是周宁县境内的首个由朝廷设置的机构，现存遗址分别是位于天池塘西北侧的元代巡检司遗址和东南侧的明代巡检司遗址。西侧遗址建于元朝至元十八年（1281年），坐北朝南，前后两间，占地面积190平方米。东侧遗址建于明朝嘉靖三十五年（1556年），坐西朝东，平面呈“品”字型，占地面积450平方米。两处巡检司遗址均存石砌墙体，原建筑平面布局保存完整。麻岭古道及道上古亭为附属文物。2020年入选第十批福建省文物保护单位。

### 浦源林公宫
浦源林公宫始建于清朝嘉庆十七年（1811年），建筑坐东南向西北，由前坪、戏楼、天井两侧双层厢房、主殿组成，建筑面积265.6平方米。主殿单檐悬山顶，面阔三间，进深六柱，抬梁穿斗混合式构架。主殿设有神龛供奉林公忠平王塑像（自林公忠平王祖殿分灵而来），两侧存道光二十年（1840年）绘制的《西游记》壁画10幅。